# Stevie (Me First and the Gimme Gimmes)
Stevie è il tredicesimo singolo della cover band statunitense Me First and the Gimme Gimmes, pubblicato per la No Idea Records nel 2003. Questo singolo è composto di cover di Stevie Wonder.

## Descrizione
Sul vinile è riportata la scritta: "Against Me! WENT TO FAT..." (lato A) "... AND ALL WE GOT WAS THIS MFATGG 7-INCH" (lato B). Stevie è stato pubblicato in un totale di 4 775 copie.

## Tracce
1. I Just Called To Say I Love You – 2:52
2. Isn't She Lovely – 2:26

## Formazione
- Spike Slawson - voce
- Joey Cape - chitarra
- Chris Shiflett - chitarra
- Fat Mike - basso, voce
- Dave Raun - batteria